# Ustawa o ochronie zwierząt
Ustawa z dnia 21 sierpnia 1997 r. o ochronie zwierząt – polska ustawa uchwalona przez Sejm, regulująca kwestie prawne związane z ochroną zwierząt.

## Zakres ustawy
Ustawa określa:
- ogólne zasady ochrony zwierząt
- zasady transportu zwierząt domowych
- zasady uśmiercania i uboju zwierząt
- zasady wykorzystywania zwierząt do celów rozrywkowych, widowiskowych, filmowych, sportowych i specjalnych
- zasady ochrony zwierząt wolno żyjących
- kary za naruszenie przepisów ustawy.

## Historia ustawy
Ustawa w momencie wejścia w życie zastąpiła obowiązujące od 23 kwietnia 1928 roku Rozporządzenie Prezydenta Rzeczypospolitej z dnia 22 marca 1928 r. o ochronie zwierząt. Rozporządzenie to wprowadzało generalny zakaz znęcania się nad zwierzętami i zadawania im zbędnych cierpień, pod rygorem odpowiedzialności karnej. Zakresem humanitarnej ochrony objęte zostały wszystkie zwierzęta: domowe, oswojone i dzikie, włączając w to także ryby, płazy i owady. Pierwszy projekt ustawy o ochronie zwierząt przygotowany w Sejmie I kadencji zgłoszony 9 stycznia 1993 roku przez posłankę Teresę Liszcz z Porozumienia Centrum nie doczekał się pierwszego czytania z powodu rozwiązania Sejmu.
Nowy projekt został zgłoszony 23 marca 1994 roku w Sejmie II kadencji przez posłankę Krystynę Sienkiewicz z Unii Pracy. Zakładał on traktowanie zwierzęcia jako istoty czującej i zdolnej do odczuwania cierpienia fizycznego i psychicznego. Zmieniał on także dotychczasowe prawo cywilne stojące na stanowisku, iż zwierzę ma takie same prawa jak rzecz. W porównaniu do pierwotnego projektu zmniejszono w nim kary za znęcanie się nad zwierzętami z dwóch lat do jednego roku pozbawienia wolności, a właściciel maltretowanego zwierzęcia oprócz grożącej mu kary pozbawienia wolności lub grzywny miał być obarczony kosztami jego leczenia. W myśl projektu nielegalnym było również porzucanie zwierząt domowych oraz trzymanie na uwięzi szczeniąt do roku życia i suk w ciąży. W przypadku złego traktowania zwierzęcia przewidywał jego odbiór przez policjanta lub inspektora Towarzystwa Opieki nad Zwierzętami. Projekt zakładał również zakaz sprzedaży detalicznej żywych ryb, tuczenia cieląt na białe mięso oraz kaczek i gęsi na stłuszczone wątroby. Dzikie koty będące naturalnymi wrogami gryzoni miałyby być objęte ochroną gatunkową. Zakazane byłoby też zmuszanie do kłusu koni ciągnących ładunek, a wędzidło i bat musiałyby być skonstruowane tak, aby zwierzę nie odnosiło żadnych ran. Transport do rzeźni nie mógłby trwać dłużej niż 24 godziny, zabijanie dużych zwierząt byłoby możliwe tylko po wcześniejszym ogłuszeniu lub znieczuleniu i tylko w specjalnie wyznaczonych do tego punktach, zabijaniem ryb i drobiu miałyby zajmować się tylko wykwalifikowane osoby. W cyrkach mogłyby występować tylko zwierzęta urodzone w niewoli a corrida, walki psów i kogutów byłyby całkiem zabronione. Testowanie kosmetyków na zwierzętach również byłoby zabronione, a wszelkie inne doświadczenia można byłoby wykonywać pod warunkiem, że ich wyników nie można osiągnąć inną drogą i nie zostały już kiedyś wykonane.

## Legislacja

### Nowelizacje i wyroki Trybunału Konstytucyjnego
Ustawę znowelizowano wielokrotnie. Ostatnia zmiana weszła w życie w 2024 roku. W 2014 r. ustawa została zmieniona na mocy wyroku Trybunału Konstytucyjnego stwierdzającego niezgodność zakazu dokonywania uboju rytualnego z art. 53 ust. 1, 2 i 5 Konstytucji w związku z art. 9 Konwencji o ochronie praw człowieka i podstawowych wolności. 6 listopada 2017 roku pojawił się projekt zmian w ustawie o ochronie zwierząt, zawarte były w nim propozycje zakazu hodowli zwierząt futerkowych, zakaz uboju rytualnego, a także zakaz wykorzystywania zwierząt w cyrkach. Od listopada 2017 roku ustawa była „zamrożona”, a w ostateczności wycofana.

### Próby okrojenia ustawy
W kwietniu 2020 r. ówczesny minister rolnictwa Jan Krzysztof Ardanowski zapowiedział rozpoczęcie prac nad przepisami zabraniającymi organizacjom broniących praw zwierząt wstępu na teren gospodarstw rolnych i odbioru maltretowanych zwierząt. Wykreślony miał zostać ust. 3 art. 7 ustawy mówiący o interwencyjnym odbiorze zwierzęcia przez policjanta, strażnika miejskiego lub upoważnionego członka organizacji społecznej zajmującej się ochroną zwierząt. Ponadto zapisy zabraniające ratowania zwierząt miały znaleźć się w ustawach tarczy antykryzysowej. Ostatecznie jednak nie doszło do wpisania w ustawach tarczy antykryzysowej tych zapisów.

### Piątka dla zwierząt i jej dalsze losy
18 września 2020 roku Sejm uchwalił nowelizację ustawy o ochronie zwierząt (tzw. Piątka dla zwierząt), która m.in. wprowadza zakaz hodowli zwierząt na futra i występowania zwierząt w cyrkach oraz ograniczenie uboju rytualnego tylko do potrzeb krajowych związków wyznaniowych. Wśród zapisów ustawy znajdował się również zakaz trzymania na uwięzi psów powyżej 12 godzin oraz minimalna długość uwięzi. Ustawę poparło ogółem 356 posłów, 75 było przeciw, a 18 wstrzymało się od głosu. Z 229-osobowego klubu Zjednoczonej Prawicy za jej przyjęciem głosowało 176 posłów, natomiast ze 133-osobowego klubu Koalicji Obywatelskiej - 128 było za. Lewica jako jedyny klub parlamentarny poparła w całości nowelizacje. 15 posłów PiS zostało zawieszonych w prawach członka partii za złamanie dyscypliny partyjnej w głosowaniu. Ustawa stała się jedną z przyczyn sporu w koalicji rządowej (przeciwko ustawie w Sejmie głosowali posłowie z ramienia koalicyjnej partii Solidarna Polska, a politycy partii Porozumienie w większości wstrzymali się od głosu) oraz sporu w części opozycji stanowiącej większość senacką. Przeciwko nowelizacji ustawy wypowiedziała się także Konfederacja i PSL.
Przedstawiciele Agrounii w proteście przeciwko uchwaleniu ustawy położyli przed Sejmem główki kapusty z nazwiskami posłów głosującymi za jej przyjęciem, a przed ich domami umieścili napisy wymierzone w posłów oraz wysypali obornik. Zorganizowali również blokadę dróg. Współorganizatorem protestów był również Związek Zawodowy Rolnictwa „Samoobrona”.
14 października 2020 roku Senat przegłosował poprawki do ustawy, po czym prace nad nią zostały porzucone.
Z ujawnionej przez media prywatnej korespondencji e-mailowej Michała Dworczyka pomiędzy premierem Mateuszem Morawieckim i jego współpracownikami, wynikało, iż kwotę potencjalnych odszkodowań oraz dotacji na przebranżowienie dla hodowców w związku z zakazem hodowli zwierząt na futra oszacowano na 2,7-3,2 mld złotych, natomiast dużo większe nakłady finansowe przewidywano w związku z zakazem uboju rytualnego i pomocą państwa w eksporcie mięsa na rynki inne niż koszerne i Halal.
W 2021 roku Katarzyna Piekarska zapowiedziała złożenie nowego projektu ustawy o ochronie zwierząt, pozbawionego najbardziej kontrowersyjnych zapisów.
W listopadzie tego samego roku Małgorzata Tracz z partii Zieloni przedstawiła osobny projekt ustawy dotyczący wyłącznie zakazu hodowli na futra, z dłuższym vacatio legis oraz przewidującym odszkodowania dla hodowców. W czerwcu 2022 r. Zieloni zapowiedzieli złożenie projektu ustawy w Sejmie, nie był on jednak procedowany przez ówczesną Marszałek Sejmu Elżbietę Witek. W kolejnej kadencji Sejmu, w czerwcu 2024 r. Zieloni złożyli kolejny, siódmy z rzędu projekt ustawy zakazującej hodowli na futro pod którym podpisało się 120 posłów, a kilku innych publicznie zadeklarowało dla niego poparcie.

## Dzień Ustawy o Ochronie Zwierząt
25 października obchodzony jest corocznie Dzień Ustawy o Ochronie Zwierząt

## Pokrewne ustawy
Aktem prawnym regulującym sytuację zwierząt doświadczalnych jest ustawa z dnia 15 stycznia 2015 r. o ochronie zwierząt wykorzystywanych do celów naukowych lub edukacyjnych. W 2021 roku Ministerstwo Edukacji i Nauki zaproponowało utajnienie prac Lokalnych Komisji Etycznych wydających zgodę na eksperymenty na zwierzętach i wyłączenie z postępowania o jej wydanie organizacji społecznych reprezentujących zwierzęta. 20 listopada Sejm odrzucił większość Senackich poprawek do ustawy, w tym wszystkie wniesione przez stronę społeczną, a 29 listopada 2021 r. nowelizacja została podpisana przez Prezydenta.

## Zastosowanie ustawy w praktyce
Na podstawie ustawy o ochronie zwierząt zapadło wiele wyroków sądowych. Poniżej kilka najgłośniejszych spraw:
- W 2018 mieszkaniec Chełmży skatował swojego 4-miesięcznego psa i zostawił go w kałuży krwi[41]. Złamał psu szczękę i spowodował u niego paraliż łap[41]. Z uwagi na wyjątkową brutalność czynu oraz postawę sprawcy, sprawa zyskała szeroki rozgłos medialny[42][43]. Sprawca został w 2020 roku prawomocnie skazany na 1,5 roku bezwzględnego pozbawienia wolności[44]. Realizacja kary pozbawienia wolności nastąpiła dopiero w 2025 z uwagi na fakt, że skazany był poszukiwany listem gończym i unikał wykonania orzeczenia[45].
- W  2021 roku były senator Waldemar Bonkowski ciągnął psa za samochodem. W 2024 roku został prawomocnie skazany za znęcanie się nad psem ze szczególnym okrucieństwem[46]. Sąd wymierzył mu karę 3 miesięcy bezwzględnego pozbawienia wolności[46]. Realizacja kary pozbawienia wolności nastąpiła w lipcu 2024 po zatrzymaniu przez Policję z uwagi na fakt, że skazany był poszukiwany listem gończym i unikał wykonania orzeczenia[47]. Bonkowski opuścił zakład karny opuścił pod koniec sierpnia 2024 i resztę kary odbył w systemie dozoru elektronicznego[47]. Zasądzonych prac społecznych nie wykonał tłumacząc się stanem zdrowia[48].
- W 2021 w Rudzińcu (okolice Gliwic) funkcjonariusz policji znęcał się nad psem należącym do dalszych sąsiadów[49]. W 2024 został prawomocnie skazany za znęcanie się nad psem ze szczególnym okrucieństwem[50]. Przed uprawomocnieniem się wyroku przeszedł na emeryturę[51].  Sąd wymierzył mu karę 1 roku bezwzględnego pozbawienia wolności[52]. Realizacja kary pozbawienia wolności nastąpiła w drugiej połowie 2024 po zatrzymaniu przez Policję z uwagi na fakt, że skazany był poszukiwany listem gończym i unikał wykonania orzeczenia[53].
- W 2022 w Grodkowie (woj. opolskie) przedstawiciele wrocławskiego Towarzystwa Opieki nad Zwierzętami odebrali od nauczycielki i przedsiębiorcy zaniedbanego psa[54]. W toku postępowania ustalono, że właściciele nie leczyli zwierzęcia a także nie realizowali obowiązkowych szczepień[55]. Sąd Okręgowy w Opolu w 2024 uznał ich za winnych znęcania się nad zwierzęciem, ale warunkowo umorzył postępowanie karne[56]. Sąd nałożył jedynie obowiązek zapłaty nawiązki w wysokości 10 tysięcy złotych od każdego z nich[57]. Nauczycielka nie została zwolniona z pracy[58].